# Liêm Thủy
Liêm Thủy là một xã thuộc huyện Na Rì, tỉnh Bắc Kạn, Việt Nam.

## Địa lý
Xã Liêm Thủy có vị trí địa lý:
- Phía bắc giáp xã Xuân Dương
- Phía đông giáp tỉnh Lạng Sơn
- Phía nam giáp tỉnh Thái Nguyên
- Phía tây giáp xã Đổng Xá và huyện Chợ Mới.

Xã Liêm Thủy có diện tích 45,44 km², dân số năm 2019 là 1.273 người, mật độ dân số đạt 28 người/km².
Liêm Thủy là điểm cuối của tuyến đường liên xã nối đến quốc lộ 3B ở xã Hảo Nghĩa. Liêm Thủy là nơi khởi nguồn của sông Na Rì với các khe suối như Nà Pi, khuổi Tây, Than San.

## Hành chính
Xã Liêm Thủy được chia thành 6 thôn: Bản Cải, Nà Bó, Nà Pì, Lũng Danh, Khuổi Tấy A, Khuổi Tấy B.